# Klimogramm

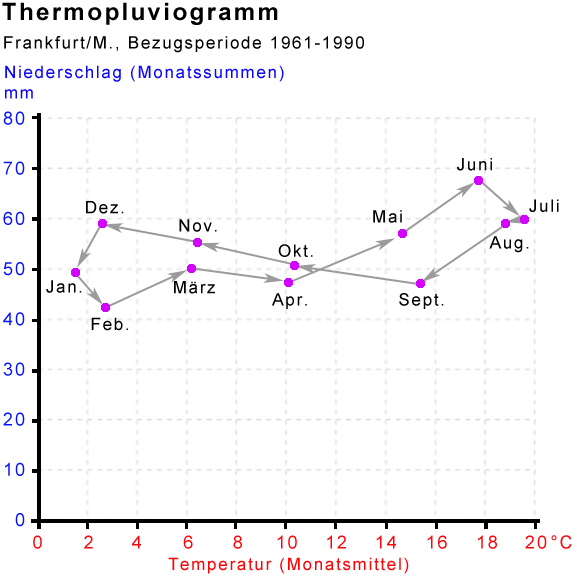
Beispiel im rechtwinkeligen Koordinatensystem

Ein Klimogramm oder Thermopluviogramm ist ein Diagramm, welches den Zusammenhang zwischen Niederschlag und Temperatur veranschaulicht. Es ist neben dem Thermoisoplethendiagramm und dem Diagramm nach Walter/Lieth eines von vielen möglichen Klimadiagrammen.
Diese Darstellungsform wird vor allem verwendet, um monatliche oder jährliche Anomalien langjähriger Mittelwerte sichtbar zu machen, speziell wenn der Ursprung des Diagramms jeweils den klimatologischen Mittelwert repräsentiert.
Bei einem Klimogramm kann der Niederschlag der einen Achse und die Temperatur der anderen Achse eines rechtwinkeligen Koordinatensystems zugeordnet werden. Dann trägt man die beiden Daten für jeden Monat als Punkt in das Koordinatensystem ein, nummeriert oder beschriftet sie mit dem Monatsnamen und verbindet sie abschließend chronologisch.
Bei einer Darstellung in einem Polarkoordinatendiagramm kann man leicht Veränderungsmaß und -richtung ablesen. So lassen sich einfach die Zusammenhänge zwischen Niederschlag, Temperatur und dem zeitlichen Faktor feststellen.